# Henrik Lykke
Henrik Lykke (1555 – 26. juni 1611 på Vordingborg) var rigsråd, den eneste af Jørgen Lykkes sønner, der opnåede en ældre alder. Han var far til Frands Lykke.
Lykke var selvfølgelig en af sin tids mest velstående adelsmænd. Alene af større hovedgårde besad han Overgård, Kokkedal, Bonderup, Hverringe og Gisselfeld. Han blev født på Mariager Kloster i november 1555 og kom, efter i nogen tid at have gået i Herlufsholm Skole, til dronning Dorotheas hof for at være den unge hertug Magnus til selskab og fik så sin videre undervisning sammen med hertugen. 18 år gammel sendtes han udenlands og studerede navnlig ved universiteterne i Wittenberg og Leipzig til 1577, da han kom hjem og straks tog tjeneste som hofjunker. Fra denne stilling tog han afsked, da han 31. juli 1580 ægtede den 21-årige Karen Frandsdatter Banner, ved hvilket ægteskab han blev ejer af Kokkedal og Gisselfeld. 
Han levede derefter i en årrække som privatmand til 1592, da han forlenedes med Vordingborg, som han kun med en kort afbrydelse 1596-97, da han var lensmand på Kalø, beholdt til sin død; fra 1605 havde han desuden Jungshoved Len. I 1596 blev han medlem af rigens råd, og både ved kongens kroning samme år og ved dronningens 1598 var han en af de fire rigsråder, som bare tronhimlen. Ligeledes blev han brugt til udenlandske sendelser, således 1600 til Polen og Brandenburg og 1606 til Brandenburg og Mecklenburg, blandt andet for på kongens vegne at stå fadder ved en fyrstelig barnedåb. Sidstnævnte år var han desuden medlem af det under kongens ophold i England indsatte regeringsråd. Lykke døde 26. juni 1611 på Vordingborg, og hans enke fulgte ham i graven 30. juni 1616.